# Франко, Джейми
Джейми Амарилис Франко Нуньес (исп. Jamy Amarilis Franco Núñez; род. 1 июля 1991, Santa Rosa de Lima, Санта-Роса) — гватемальская легкоатлетка, специалистка по спортивной ходьбе. Выступала на профессиональном уровне в 2000-х и 2010-х годах, чемпионка Панамериканских игр, победительница и призёрка ряда крупных международных стартов, участница летних Олимпийских игр в Лондоне.

## Биография
Джейми Франко родилась 1 июля 1991 года в муниципалитете Санта-Роса-де-Лима департамента Санта-Роса, Гватемала. Дочь известной гватемальской легкоатлетки Эвелин Нуньес, так же выступавшей в спортивной ходьбе.
Впервые заявила о себе в лёгкой атлетике на международном уровне в сезоне 2005 года, когда вошла в состав гватемальской сборной и выступила на Панамериканском кубке по спортивной ходьбе в Лиме, где в гонке юниорок на 10 км заняла 13-е место. Позднее в той же дисциплине одержала победу на юниорском панамериканском первенстве в Уинсоре.
В 2006 году отметилась победой на юношеском первенстве Центральной Америки и Карибского бассейна в Порт-оф-Спейн.
В 2007 году в ходьбе на 5000 метров показала 11-й результат на юношеском мировом первенстве в Остраве.
В 2009 году стала четвёртой среди юниорок на Панамериканском кубке в Сан-Сальвадоре, третьей на домашнем чемпионате Центральной Америки в Гватемале, пятой на центральноамериканском и карибском чемпионате в Гаване.
В 2011 году в ходьбе на 20 км превзошла всех соперниц на чемпионате Центральной Америки и Карибского бассейна в Сан-Сальвадоре и на Панамериканском кубке в Энвигадо, заняла 16-е место на чемпионате мира в Тэгу, победила на Панамериканских играх в Гвадалахаре.
В 2012 году на международном старте в Лугано финишировала четвёртой, установив при этом свой личный рекорд на дистанции 20 км — 1:30:57. Выполнив олимпийский квалификационный норматив (1:33:30), удостоилась права защищать честь страны на летних Олимпийских играх в Лондоне — в программе 20 км показала время 1:33:18, расположившись в итоговом протоколе соревнований на 28-й строке.
Впоследствии ещё в течение нескольких лет выступала на различных международных стартах, но уже с меньшим успехом.
Муж Хайме Киюч — так же титулованный спортивный ходок, представлявший Гватемалу на международном уровне.